# Buffaud & Robatel

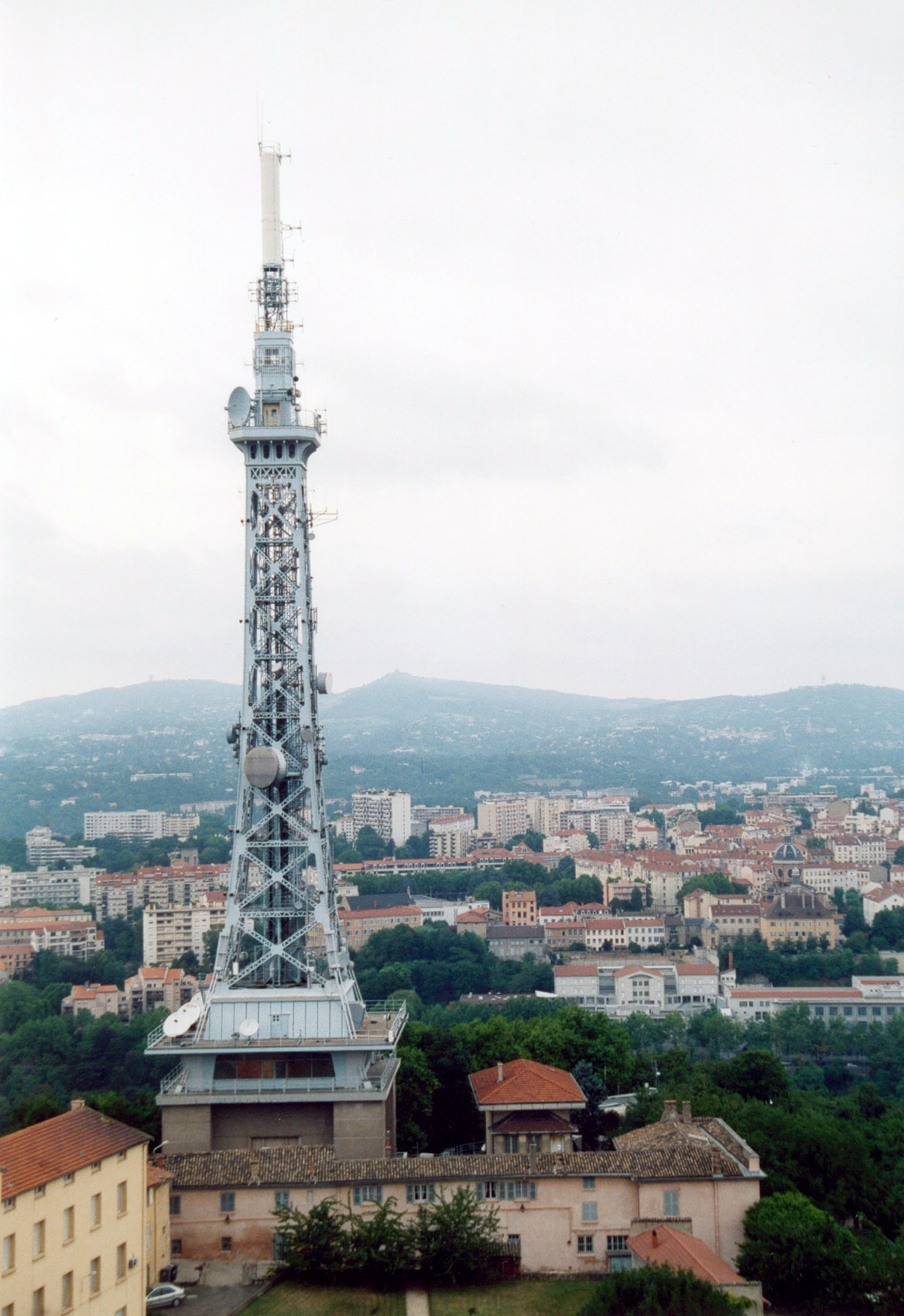
La tour métallique de Fourvière.

Buffaud & Robatel était une entreprise lyonnaise de construction d'engins moteurs à vapeur et air comprimé. Elle est issue de l'entreprise Buffaud Frères qui fut fondée en 1830.

## Historique

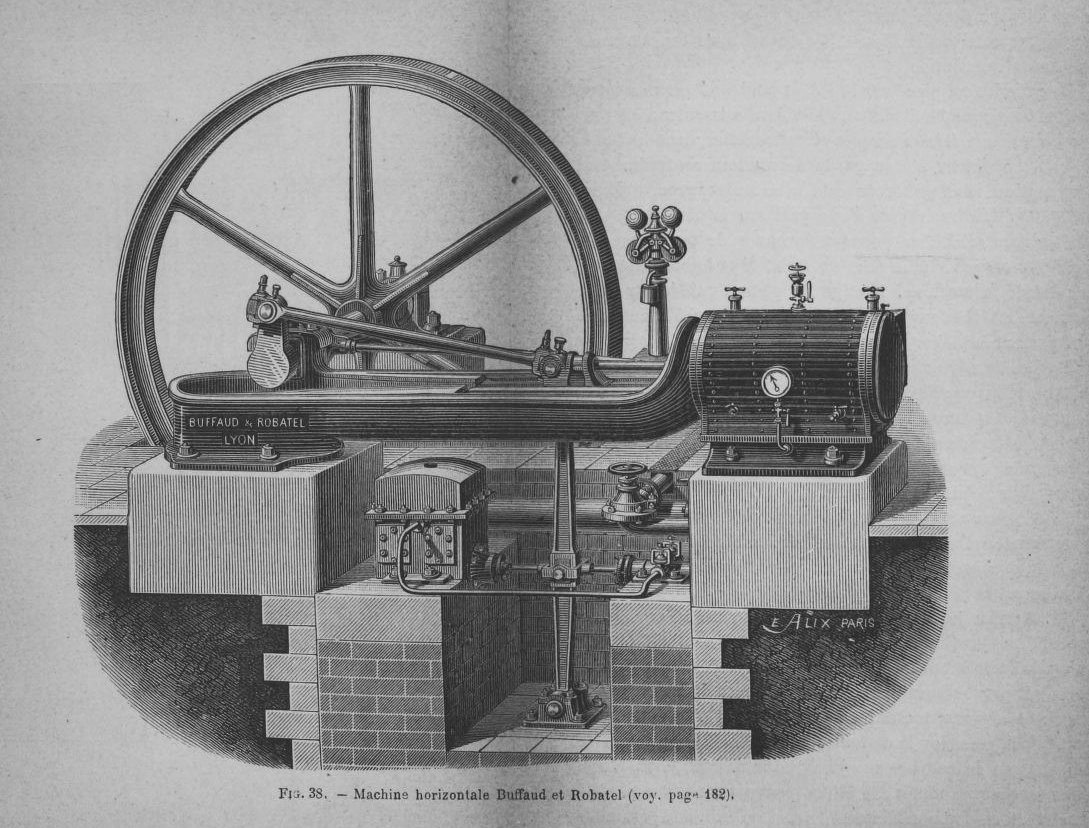
Machine à vapeur horizontale de Buffaud & Robatel, environ 1890.

- En 1830, l'entreprise est créée, à Lyon par Pierre Buffaud, charpentier de marine. Elle est installée sur les bords du Rhône à Saint-Clair, quai d'Herbouville pour fabriquer les premiers moulins flottants amarrés sur le Rhône, des charpentes en bois, puis en métal.

- En 1860, Les deux fils de Pierre Buffaud, Jules et Benoît fondent l'entreprise Buffaud Frères, qui fabrique des essoreuses, centrifugeuses et appareils de teinture[1].

- 1874, mort de Jules et reprise de l'entreprise par Benoît Buffaud

- En 1878 l'entreprise devient B. Buffaud & T. Robatel,  à la suite de l'association de Tobie Robatel (1850-1935), ingénieur de l'École centrale de Lyon (1867) et devenu gendre de Benoit Buffaud[2].

- En 1892 fabrication d'omnibus à vapeur pour la firme Scotte (un exemplaire acheté par M. Malartre en 1962 est au musée de Rochetaillée)

- En 1895, à la mort de Benoît Buffaud, l'entreprise devient Ateliers T. Robatel, J. Buffaud et Cie, son fils Jean-Baptiste[3] l'ayant remplacé. Jean Buffaud décède la même année.

L'entreprise va développer de nouvelles fabrications sous licences (Buss, Masson, Mékarski, Ortmans, Scotte, Weinrich), les moteurs à vapeur et appareils pour l'industrie chimique appliqués au textile sont construits.
Buffaud & Robatel a aussi réalisé des locomotives et automotrices à vapeur et à air comprimé entre 1890 et la Première Guerre mondiale, ainsi que des châssis de tramways et matériel roulant ferroviaire, des moteurs diesel, des installations complètes de brasseries, des laboratoires pour les Frères Lumière, des moulins industriels, de nombreuses pompes, presses hydrauliques, ascenseurs,  moissonneuses, charpentes et ouvrages métalliques (Tour métallique de Fourvière 1892 - 1894)

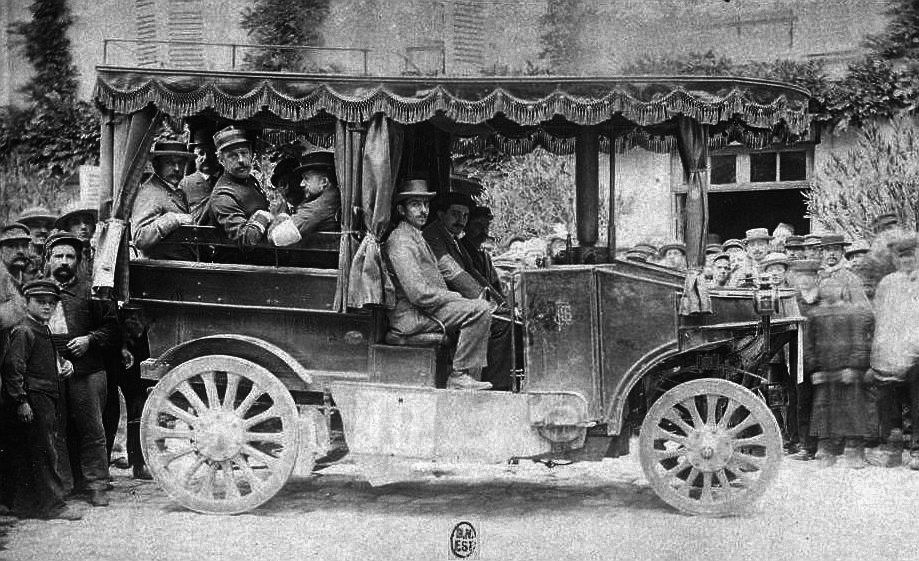
Le train Scotte n°10 au Paris-Rouen 1894 (omnibus de M. J. Scotte, Epernay 51).
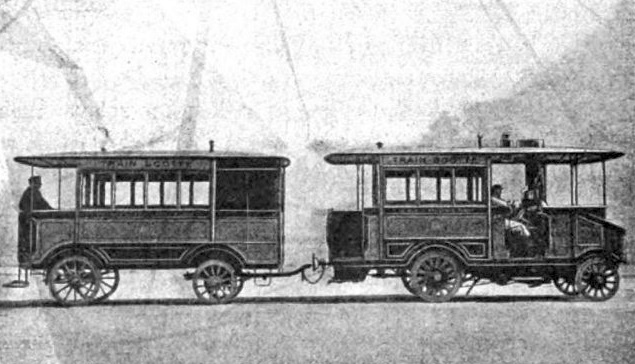
Le train Scotte à voyageurs en 1897.
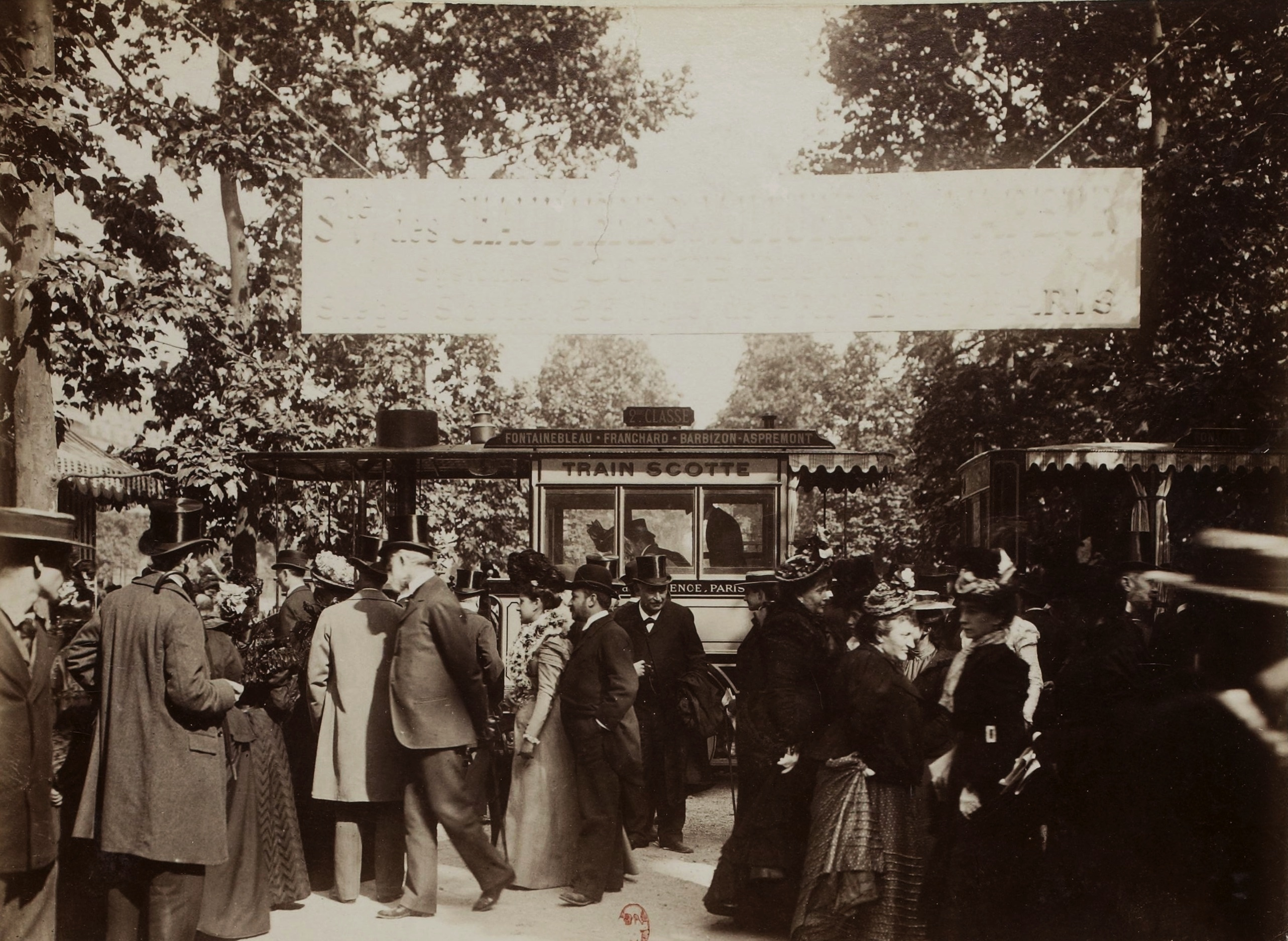
Le train Scotte en 1898 (premier omnibus à traction mécanique - Société des Chaudières et Voitures à Vapeur système Scotte).
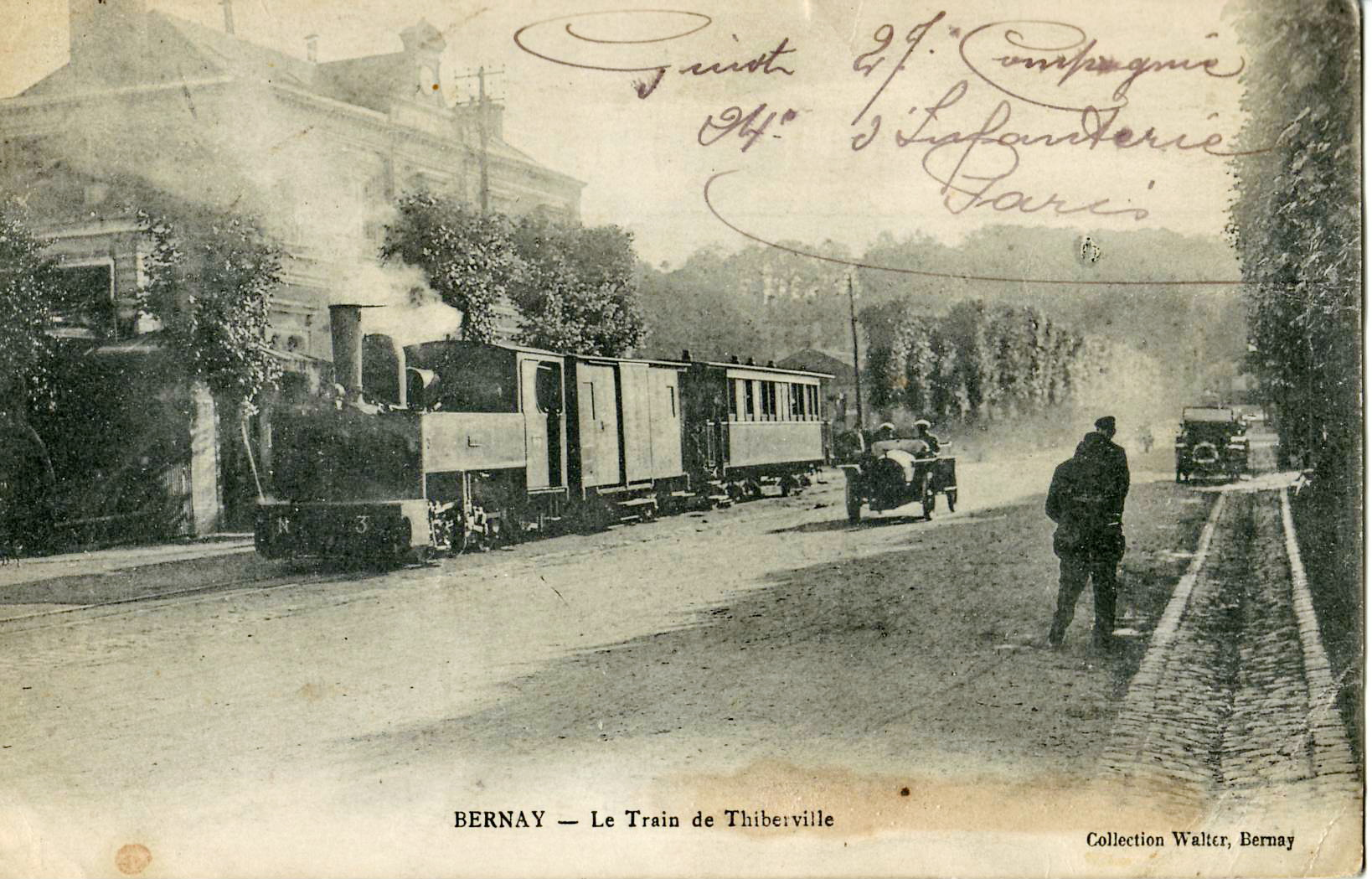
Locomotive type 030T du chemin de fer de Cormeilles à Glos-Montfort.
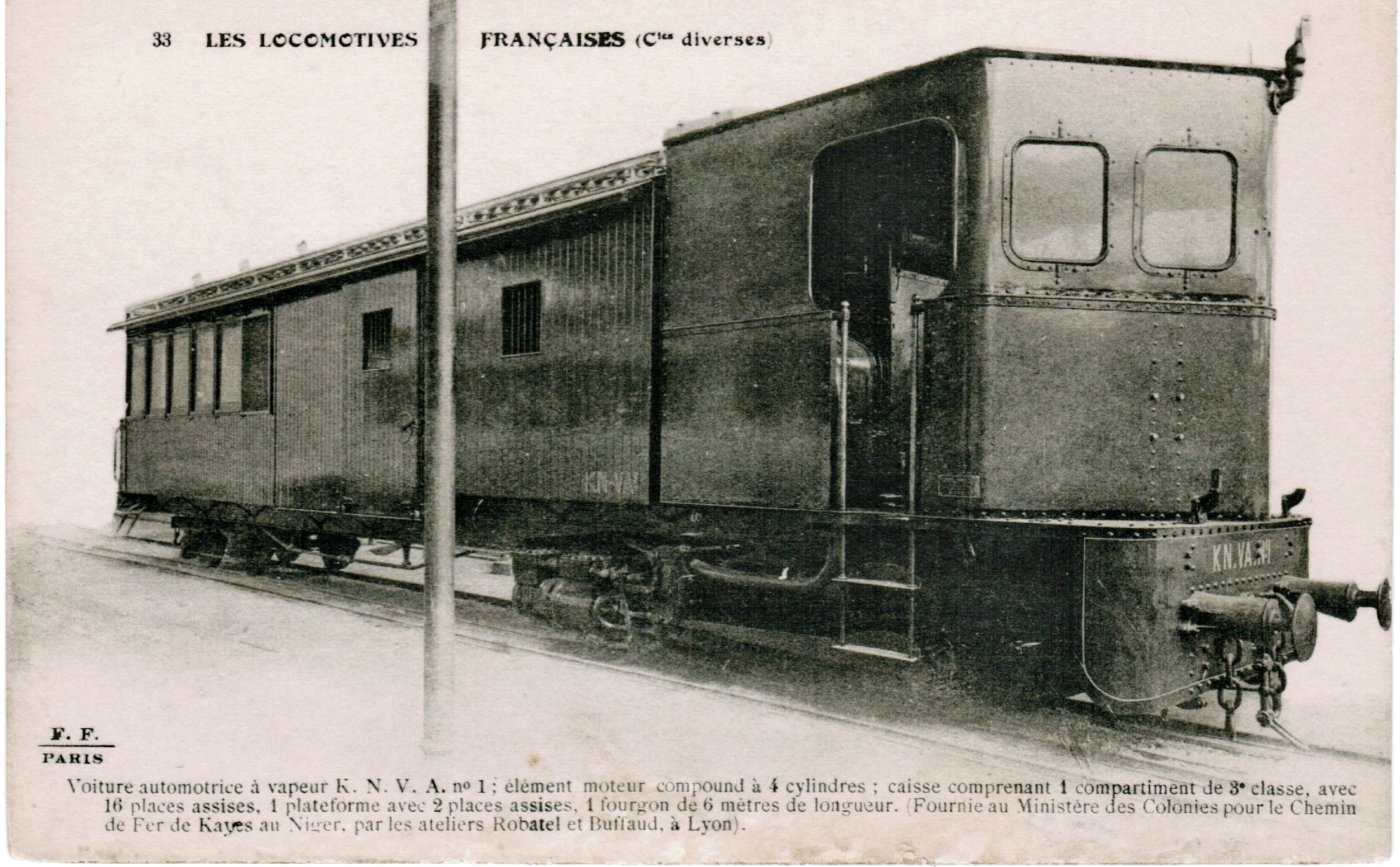
Automotrice à vapeur à voie métrique construite pour le chemin de fer de Kayes au Niger au Mali.
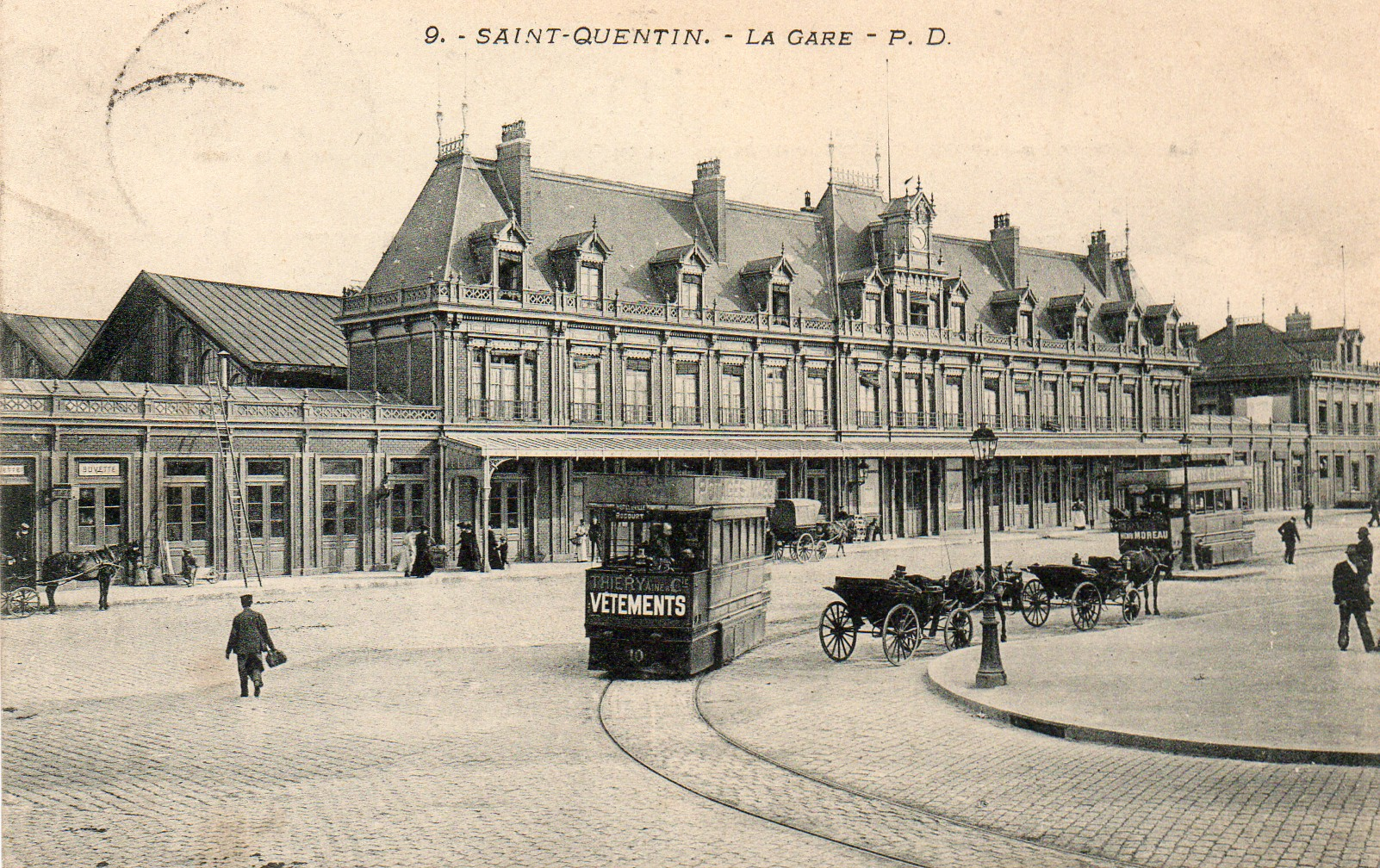
Tramway à air comprimé Mékarski devant la gare de Saint-Quentin (Aisne) vers 1906.
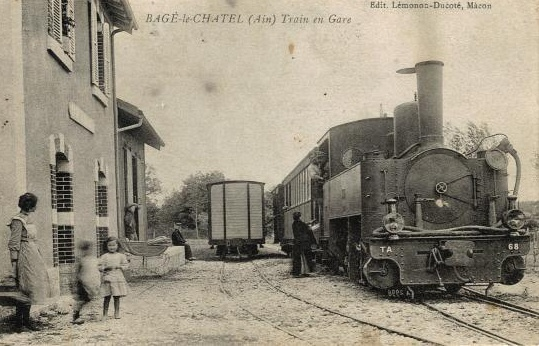
Locomotive 030t des Tramways de l'Ain à Bagé le Chatel.
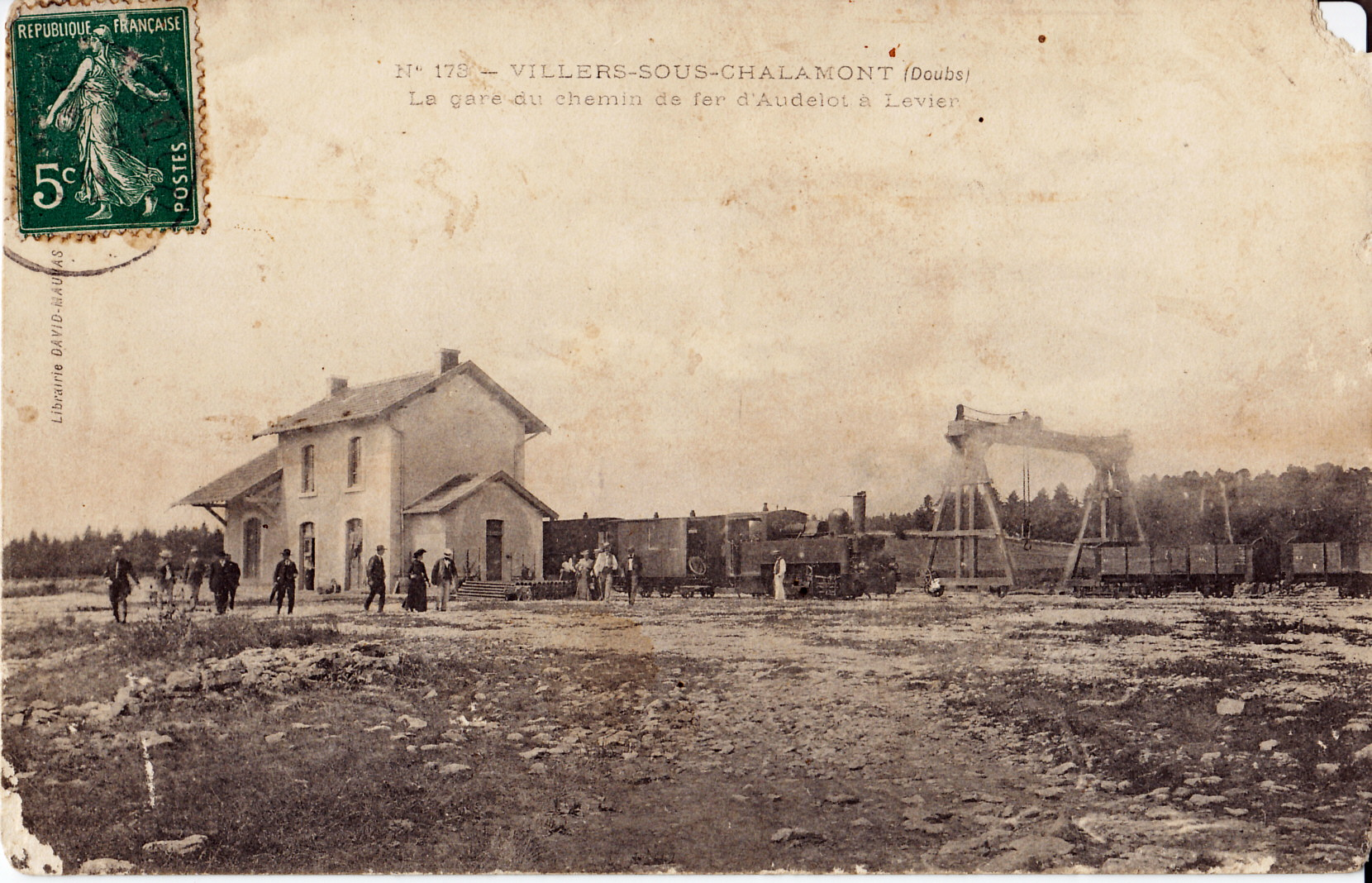
Locomotive type 030t du chemin de fer Andelot Levier à Villers-sous-Chalamont.

## « Buffaud & Robatel » constructeur ferroviaire

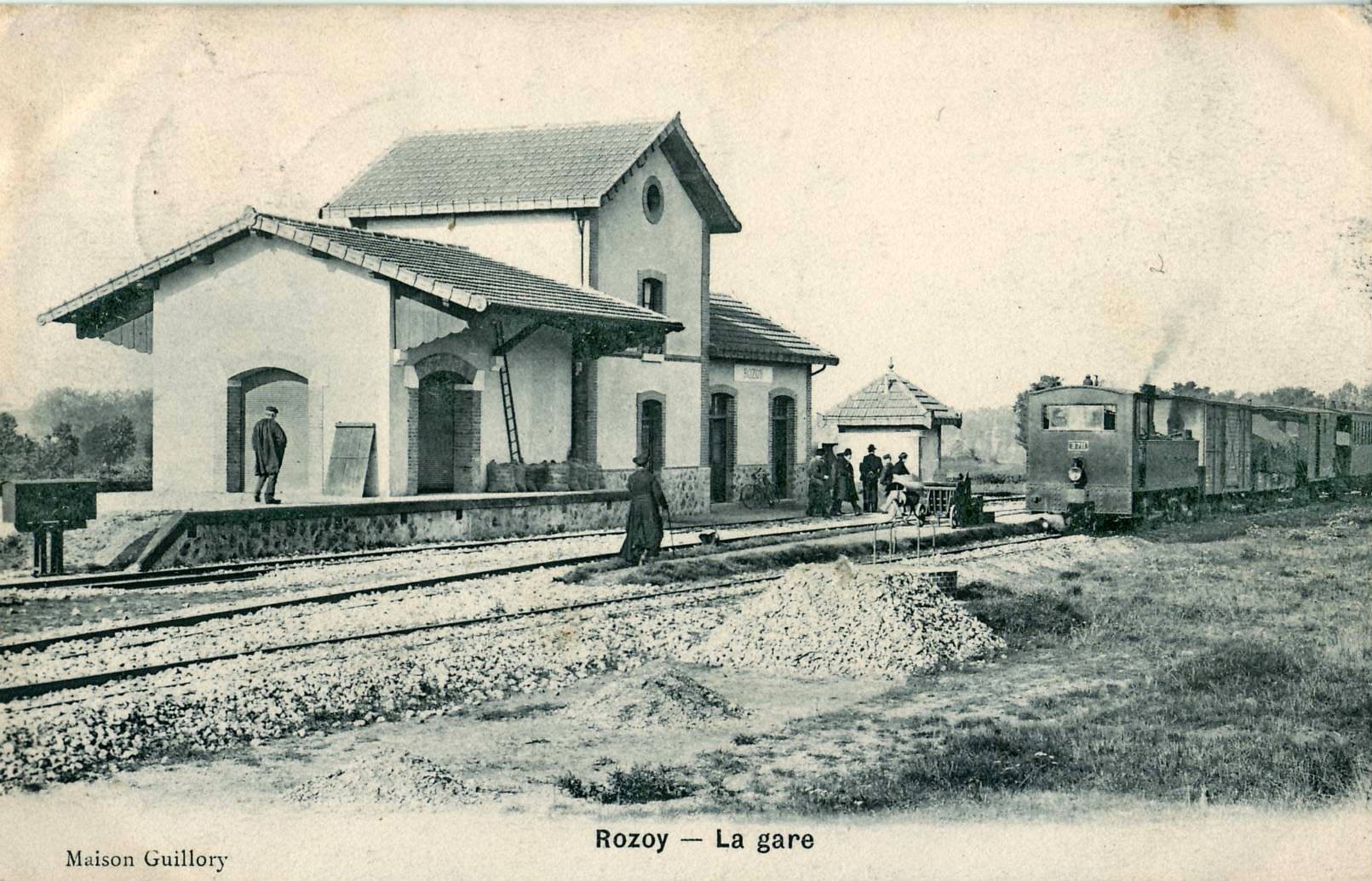
031 T no 3711 en tête d'une rame des Économiques de Seine-et-Marne, à Rozay-en-Brie...

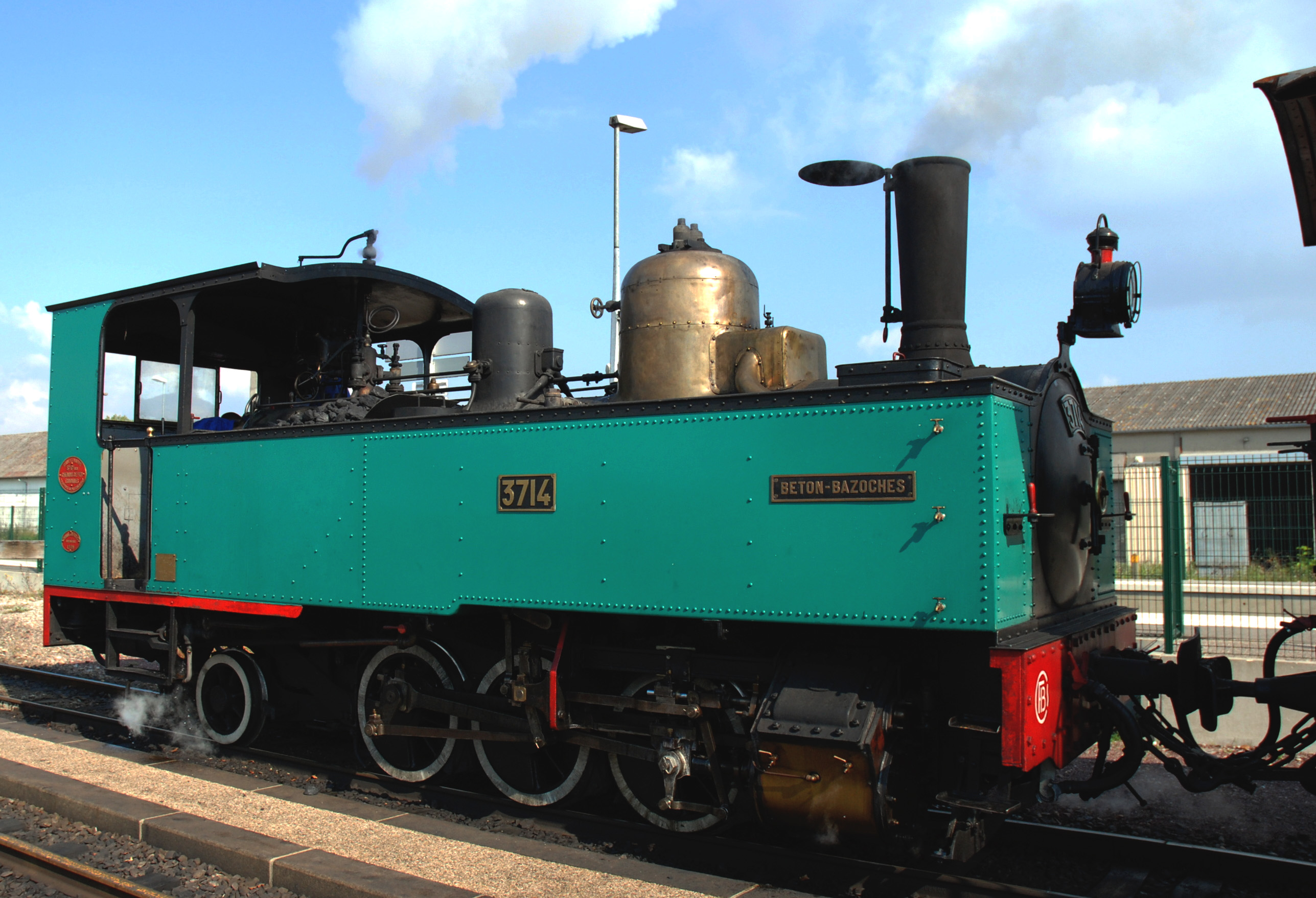
... et sa sœur, la no 3714, préservée par le Chemin de fer de la baie de Somme

### Production de matériel moteur
- Des locomotives-tender à voie étroites livrées aux compagnies suivantes :

Chemin de fer de Cormeilles à Glos-Montfort et extensions
Chemin de fer du Blanc-Argent
Société générale des chemins de fer économiques  réseau de l'Allier
Tramways de l'Ain
Tramways du Tarn et Garonne
- des locomotives bicabines pour tramways

Tramways de Pontarlier à Mouthe
Tramways d'Annecy à Thones
Tramway de Pontcharra à la Rochette et Allevard

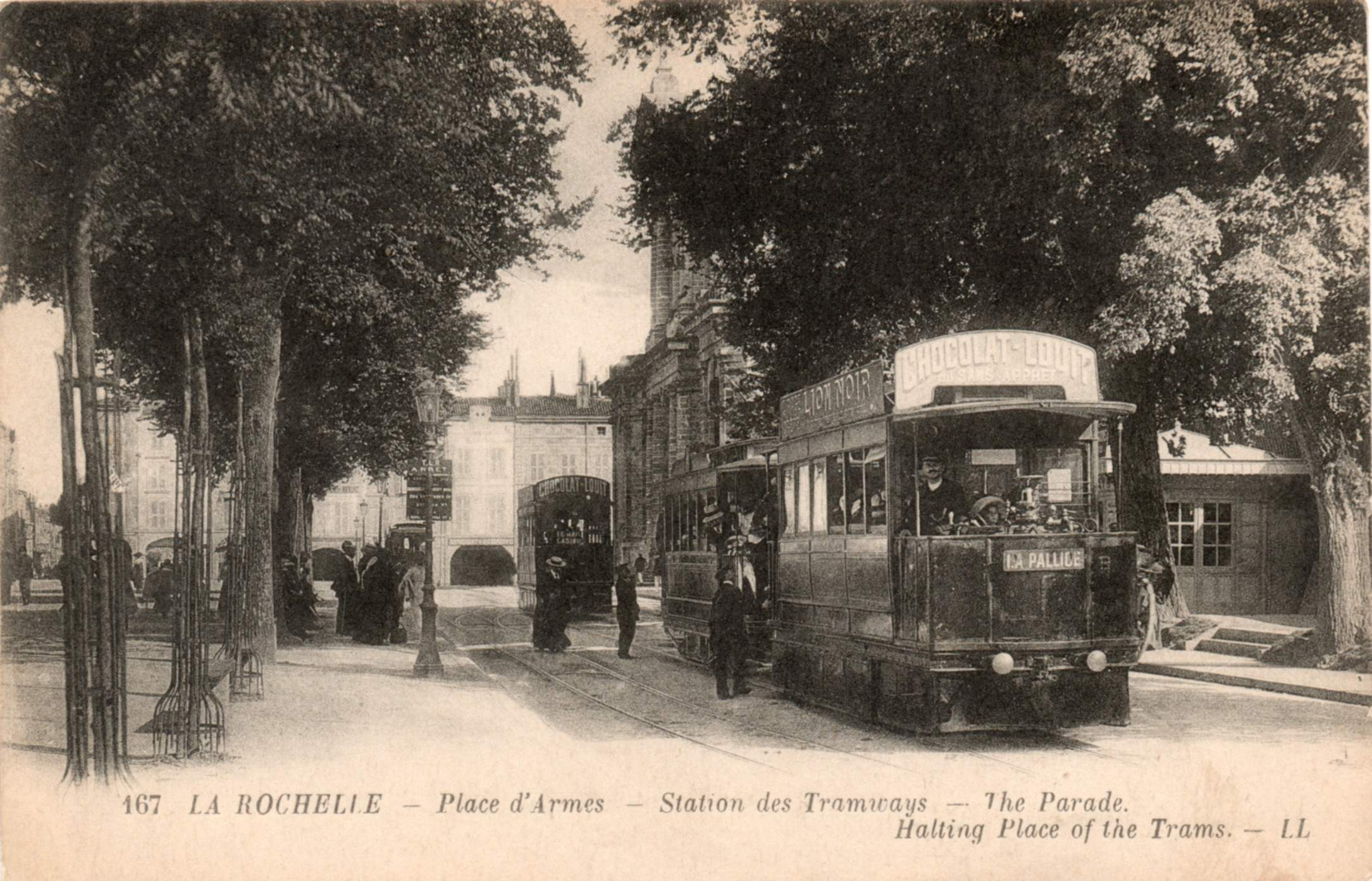
La Rochelle, tramway Mékarski,
9 automotrices fabriquées en 1901.

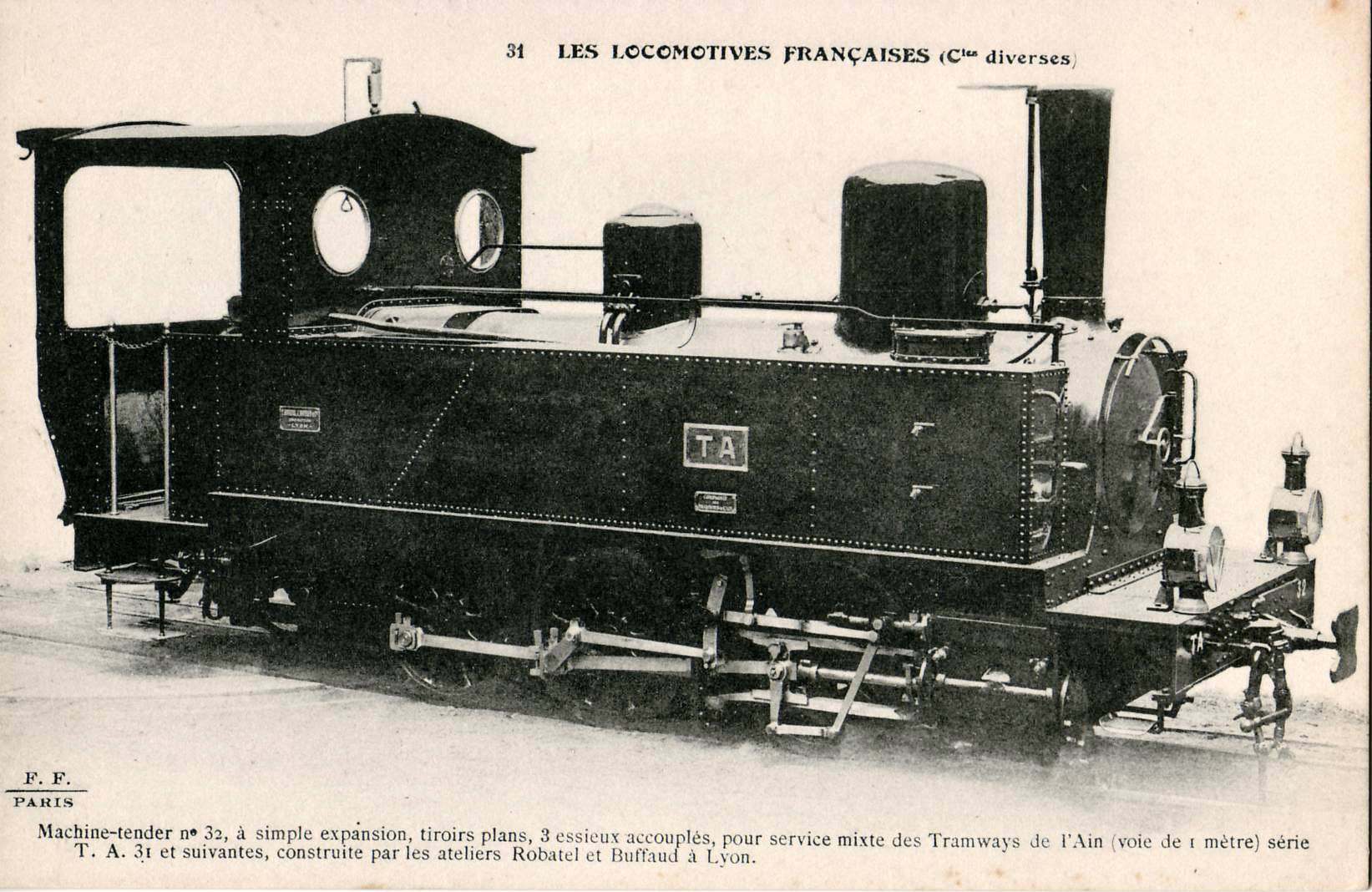
Locomotive Buffaud & Robatel no 32 des Tramways de l'Ain, type 030T, construite en 1905 et acquise par le réseau en 1910.

- des automotrices à air comprimé système Mékarski [5]

Tramways d'Aix les Bains
Tramway de Saint-Quentin
Tramways de La Rochelle
- des automotrices à vapeur

Compagnie PLM

### Locomotive sauvegardée
- 031T à voie métrique[6] - 1909 - Ex Seine-et-Marne no 3714 « Beton-Bazoches »[7] - Sauvegardée au Chemin de fer de la baie de Somme - Restaurée en 1980 et à nouveau en 2000[8]